# Rotonde ferroviaire d'Autun
La rotonde ferroviaire d'Autun est une rotonde ferroviaire située en France, à proximité de la gare d'Autun, dans le département de Saône-et-Loire et en région Bourgogne-Franche-Comté.

## Historique
En 1874, la Compagnie des chemins de fer de Paris à Lyon et à la Méditerranée (PLM), qui exploite depuis 1867 la ligne d'Étang à Santenay (via Autun), construit une petite rotonde de quatre voies à Autun, non loin du bâtiment voyageurs, et comportant un bureau de mécaniciens ainsi qu'un pont tournant de 14 mètres.
Elle sera agrandie après la Seconde Guerre mondiale par la Régie des transports de Saône-et-Loire (SL) pour l'entretien et le dépôt des locomotives.
Désormais propriété de la SNCF, la rotonde n'est plus utilisée pour l'entretien des locomotives mais comme lieu de formation de SFERIS, filiale de SNCF Réseau. Une partie de ses infrastructures fut par ailleurs rénovée à la fin des années 2010.

### Monument historique
Ce monument fait l’objet d’une inscription au titre des monuments historiques depuis le 29 mai 2020.

## Description

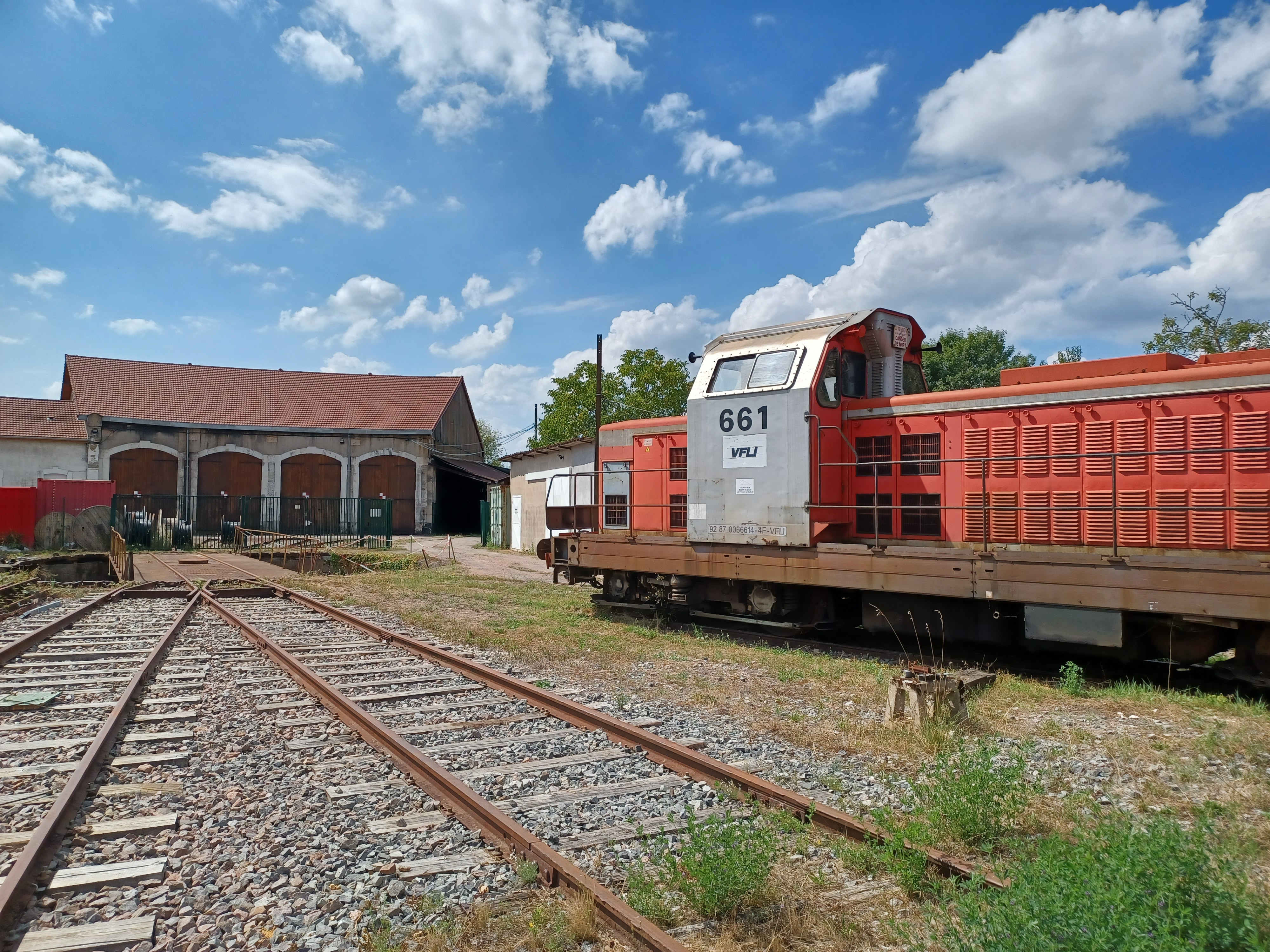
La rotonde et la BB 661 de VFLI en stationnement.

La rotonde, construite en pierres de taille et moellons enduits, présente une façade concave percée de quatre grandes portes pour l'accès des locomotives.
Le toit à deux pans est couvert de tuiles mécaniques récentes. Les encadrements de baies sont en pierre de taille. Le pignon droit est en bois. Le mur gouttereau de gauche se termine en partie haute par une console, caractéristique des rotondes de la PLM.
À l'intérieur, l'essentiel des dispositions de maintenance des locomotives a été enlevé pour y installer les appareils de formations des agents. Seule la fosse droite a été conservée avec les rails.
À droite est accolé un bâtiment aujourd'hui transformé en atelier. Les voies ferrées accédant à ce bâtiment sont encore en place. À gauche est l'ancien bâtiment des mécaniciens, transformé en bureaux. Il est construit en moellons enduits et pierre de taille pour le soubassement et les encadrements de baies. Le bâtiment en rez-de-chaussée est couvert de deux toits en bâtière. À l'arrière sont accolés plusieurs extensions aux bâtiments principaux, construites en parpaings et toit de tôle.
À l'avant se situe le pont tournant permettant d'orienter les locomotives dans la rotonde, d'une longueur de 14 mètres.